# Nahořany
Nahořany (en allemand : Nahorschan) est une commune du district de Náchod, dans la région de Hradec Králové, en Tchéquie. Sa population s'élevait à 576 habitants en 2022.

## Géographie
Nahořany se trouve à 5 km à l'ouest-nord-ouest de Nové Město nad Metují, à 10 km au sud-ouest de Náchod, à 13 km au nord-est de Hradec Králové et à 122 km à l'est-nord-est de Prague.
La commune est limitée par Velká Jesenice à l'ouest et au nord-ouest, par Provodov-Šonov au nord-est, par Nové Město nad Metují à l'est, par Černčice et Slavětín nad Metují au sud, et par Šestajovice au sud-ouest.

## Histoire
La première mention écrite de la localité date de 1415.

## Administration
La commune se compose de cinq sections :
- Nahořany
- Dolsko
- Doubravice
- Lhota
- Městec

## Transports
Par la route, Nahořany se trouve à 5,5 km de Nové Město nad Metují, à 13 km de Náchod, à 28 km de Hradec Králové et à 151 km de Prague. 